# Steve West (dartsjátékos)
Steve West (Epping, 1975. június 5. –) angol dartsjátékos. 2005-től 2012-ig a British Darts Organisation, majd 2012-től 2022-ig a Professional Darts Corporation tagja. Beceneve "Simply". Bátyja, Tony West szintén profi dartsjátékos.

## Pályafutása

### BDO
West 2005-ben a francia nyílt bajnokságon érte el első komolyabb eredményét, amikor egészen a torna döntőjéig sikerült eljutnia. Ebben az évben a World Masters-en a legjobb 32-ig jutott, amely a legjobb eredménye volt a BDO nagy tornáit tekintve. 2007-ben a BDO egyik legnagyobb presztízzsel bíró versenyén játszott újra döntőt (Dutch Open), ahol legyőzte többek között Co Stompét és Edwin Max-ot, miután a döntőben vereséget szenvedett Scott Waites-től. Még ebben az évben megnyerte a Denmark Open-t, amelynek döntőjében James Wilsont sikerült legyőznie. 2008-ban megnyerte még a Finnish Open-t, valamint a German Gold Cup-ot, majd 2011-ben újra győzedelmeskedni tudott a Denmark Open-en.
A BDO világbajnokságain ötször vett részt 2008 és 2012 között, de mindannyiszor a legjobb 32 között vereséget szenvedett. 2012-től a már a PDC versenyein indult.

### PDC
West 2012 januárjában megszerezte a PDC versenyein való induláshoz szükséges Tour Card-ot, de mégsem tudott sok versenyen részt venni csípőműtétje miatt. 2013 elején már sikerült néhány jobb eredményt felmutatnia a UK Open selejtezőiben, így részt vehetett első nagy tornáján a PDC-nél. A UK Open-en végül az ötödik körig jutott, ahol Peter Wright ellen esett ki. A 2014-es világbajnokságra nem tudta magát kvalifikálni, valamint 2 év után lejárt a Tour kártyája, amelynek újbóli megszerzéséért ismét el kellett indulnia a Q-School versenyein, ahol az utolsó napon sikerült megszereznie a kártyát.
A következő két vb-re (2015, 2016) újra nem sikerült kijutnia, de 2017-ben már összejött számára a kvalifikáció. A világbajnokságon az első körben Mervyn King volt az ellenfele, akitől egy szoros mérkőzésen 3–2-es vereséget szenvedett.
A 2018-as világbajnokságra újra kvalifikálni tudta magát, ahol már a harmadik körig sikerült eljutnia, ahol Gary Anderson ellen esett ki végül. 2018-ban már két nagy tornán is sikerült eljutnia a negyeddöntőkig (UK Open és Európa-bajnokság), melyek a legjobb eredményei a PDC-nél.

## Világbajnoki szereplései

### BDO
- 2008: Első kör (vereség  Ted Hankey ellen 2–3)
- 2009: Első kör (vereség  Alan Norris ellen 0–3)
- 2010: Első kör (vereség  Martin McCloskey ellen 2–3)
- 2011: Első kör (vereség  Dave Chisnall ellen 2–3)
- 2012: Első kör (vereség  Tony O'Shea ellen 0–3)

### PDC
- 2017: Első kör (vereség  Mervyn King ellen 2–3)
- 2018: Harmadik kör (vereség  Gary Anderson ellen 2–4)
- 2019: Harmadik kör (vereség  Devon Petersen ellen 2–4)
- 2020: Második kör (vereség  Ryan Searle ellen 0–3)
- 2021: Második kör (vereség  Peter Wright ellen 1–3)

## Tornagyőzelmei

### Egyéb tornagyőzelmek
- Denmark Open: 2007, 2011
- Finnish Open: 2008
- German Gold Cup: 2008
- Kennemerland Open: 2011
- Open Noord West Nederland: 2008
- Open Smitshoek: 2010